# Christine Magnusson
Christine Kajumba Magnusson (Fort Portal, Uganda, 21 de noviembre de 1964) es una deportista sueca que compitió en bádminton, en las modalidades individual, dobles y dobles mixto.
Ganó dos medallas en el Campeonato Mundial de Bádminton, plata en 1991 y bronce en 1989, y trece medallas en el Campeonato Europeo de Bádminton entre los años 1982 y 1996.

## Palmarés internacional
| Campeonato Mundial | Campeonato Mundial       | Campeonato Mundial | Campeonato Mundial |
| Año                | Lugar                    | Medalla            | Prueba             |
| ------------------ | ------------------------ | ------------------ | ------------------ |
| 1989               | Yakarta (Indonesia)      | Medalla de bronce  | Dobles             |
| 1991               | Copenhague (Dinamarca)   | Medalla de plata   | Dobles             |
| Campeonato Europeo |                          |                    |                    |
| Año                | Lugar                    | Medalla            | Prueba             |
| 1982               | Böblingen (RFA)          | Medalla de bronce  | Individual         |
| 1984               | Preston (Reino Unido)    | Medalla de bronce  | Dobles             |
| 1986               | Uppsala (Suecia)         | Medalla de bronce  | Individual         |
| 1986               | Uppsala (Suecia)         | Medalla de bronce  | Dobles             |
| 1986               | Uppsala (Suecia)         | Medalla de bronce  | Dobles mixto       |
| 1988               | Kristiansand (Noruega)   | Medalla de bronce  | Dobles             |
| 1988               | Kristiansand (Noruega)   | Medalla de bronce  | Individual         |
| 1990               | Moscú (URSS)             | Medalla de bronce  | Individual         |
| 1990               | Moscú (URSS)             | Medalla de bronce  | Dobles             |
| 1992               | Glasgow (Reino Unido)    | Medalla de oro     | Dobles             |
| 1994               | Den Bosch (Países Bajos) | Medalla de oro     | Dobles             |
| 1994               | Den Bosch (Países Bajos) | Medalla de bronce  | Individual         |
| 1996               | Herning (Dinamarca)      | Medalla de bronce  | Individual         |